# Urumita
Urumita é um município da Colômbia, localizado no departamento de Guajira.